# امینا چونمولای
امینا چونمولای (آلبانیایی: Emina Çunmulaj؛ زاده ۱۲ سپتامبر ۱۹۸۴) مدل آمریکایی آلبانیایی‌تبار است.

## زندگینامه
چونمولای در میشیگان ایالات متحده، از والدین آلبانیایی در پودگوریتسا ، مونته نگرو زاده شد. او در سال ۱۹۸۸ در چهار سالگی به مونتنگرو (جمهوری سابق یوگسلاوی) نقل مکان کرد. کانمولاج به آلبانیایی، بوسنیایی و انگلیسی مسلط است. 
او توسط ایلیت مادل منیجمنت (Elite Model Management) پس از راهیابی به نیمه نهایی در رقابت ۲۰۰۱ ایلیت مادل لوک (Elite Model Look) یوگوسلاوی و برنده شدن در رقابت ایلیت مادل لوک ۲۰۰۱، کشف شد. در همان سال، قراردادی را با ایلیت (Elite) امضا کرد. او تا سن هفده سالگی در مونتنگرو ساکن بود و سپس به ایالات متحده بازگشت. او با تاجری به نام سام نظریان ازدواج کرده و دو دختر دارد.

## پوشش‌ها
امینا چونمولای بر روی جلد مجلات زیر ظاهر شد:
- کوزوو: تئوتا - ژانویه و نوامبر ۲۰۰۹
- کانادا: مد - اوت ۲۰۰۷
- فرانسه: فرانس سوار - آوریل ۲۰۰۶؛ استیلتو (مدل ویژه) - بهار ۲۰۰۷
- آلمان: ال - ژوئیه ۲۰۰۸، نوامبر ۲۰۰۹ و فوریه ۲۰۱۰
- ایتالیا: ماری کلر - نوامبر ۲۰۰۵
- مکزیک: وگو - مارس ۲۰۰۷
- بریتانیا: هارپرز بازار - سپتامبر ۲۰۰۸
- ایالات متحده: سرفس - اکتبر ۲۰۰۷